# Aburina leucocharagma
Aburina leucocharagma är en fjärilsart som beskrevs av George Francis Hampson 1926. Aburina leucocharagma ingår i släktet Aburina och familjen nattflyn. Inga underarter finns listade i Catalogue of Life.